# Karl Fiodorovitch Baggovout
Karl Fiodorovitch Baggovout (en langue russe : Карл Фёдорович Багговут) (en Allemagne : Karl Gustav von Baggehufwudt), né le 27 septembre 1761 à Perila (Estonie), tué à la bataille de Winkowo le 18 octobre 1812, est un général russe.
Au cours des Guerres napoléoniennes, il fut l'un des commandants de l'Armée impériale de Russie. Il fut reconnu comme l'un des plus braves des généraux russes. À l'annonce de sa mort, Alexandre Ier de Russie écrivit ses mots à la veuve du lieutenant-général Baggovout : « J'ai perdu un brave commandant, utile à la patrie ». Il est promu lieutenant-général en décembre 1807.

## Famille
La famille du lieutenant-général Baggovout se composait de trois frères et d'une sœur :
- Vladimir Fiodorovitch Baggovout : Conseiller d'État;
- Ivan Fiodorovitch Baggovout : Colonel dans l'Armée impériale de Russie;
- Fiodor Fiodorovitch Baggovout : Conseiller à la Cour;
- Ioulia Fiodorovna Baggovoutieva : (1760-1839), Directrice de la Société d'Éducation des jeunes filles nobles, épouse de Gustav-Friedrich Adlerberg (1738-1794)[2].

## Biographie
Il est issu d'une famille norvégienne. Au cours du XVIe siècle, ses ancêtres quittèrent ce pays pour s'installer en Suède puis au XVIIe siècle, ils s'installèrent en Estonie. En 1779, le père du lieutenant-général Karl Fiodorovitch Baggovout acquis un brevet de capitaine dans l'armée du margrave d'Ansbach-Bayreuth. Le jeune Baggovout commença sa carrière militaire dans l'armée impériale de Russie à l'âge de 17 ans (1778). Au grade de sous lieutenant, il fut affecté dans le régiment d'infanterie de Tobolsk. En janvier 1781, le jeune officier fut transféré au régiment de Dniepr et prit part à la pacification des Tatars de Crimée. En 1783, il fut promu capitaine du régiment de Grenadiers de Sibérie (Sibirski), à ce grade, il s'illustra au cours de la guerre russo-turque de 1787-1792, notamment lors de la bataille de Rymnik (22 septembre 1789) et la capture de la forteresse de Bender (3 novembre au 4 novembre 1789). Puis son état de santé se détériora, au grade de 1er major, il fut contraint de quitter l'armée. Toutefois, en 1792, lors de l'insurrection de Tadeusz Kościuszko, Karl Fiodorovitch Baggovout réintégra les rangs de l'armée en qualité de bénévole, mais très vite, son courage lui permirent de reprendre officiellement du service dans l'armée impériale de Russie, au grade de 1er major, il fut réaffecté au régiment des Grenadiers de Sibérie. En 1794, nuit de Pâques, les habitants de Varsovie commencèrent à tirer sur les Russes désarmés, à cette époque, Boggovout se trouvant dans cette ville, réunit autour de lui une poignée d'hommes courageux et avec eux lutta contre la foule polonaise, ensemble, ils parvinrent à fuir hors de la ville. Le 10 octobre 1794, il participa à la bataille de Maciejowice.

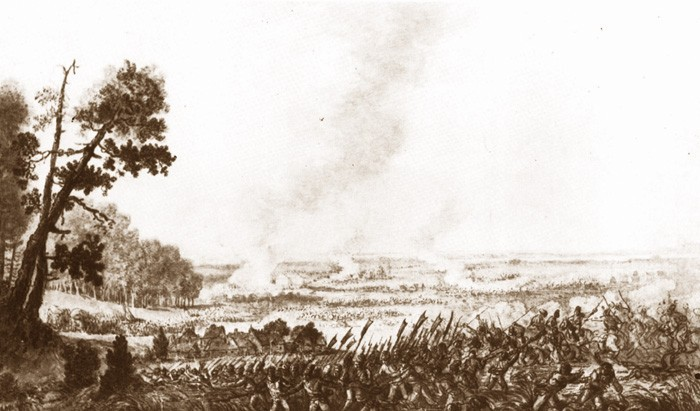
bataille de Maciejowice, vue des troupes impériales russes

Le 4 novembre 1794, au cours de l'assaut de Praga (banlieue de Varsovie, située sur la rive droite de la Vistule), il fit preuve d'une grande bravoure. En juillet 1795, il fut placé à la tête d'un bataillon biélorusse. En 1798, il reçut le commandement du 14e régiment de Chasseurs. Le 29 janvier 1799, Karl Fiodorovitch Baggovout fut élevé au grade de major-général, mais, le 27 juillet 1800, Paul Ier de Russie le démis de ses fonctions. Lors de son accession au trône, Alexandre Ier de Russie rappela le major-général et le nomma chef du 4e régiment de chasseur à cheval (15 novembre 1801).

### Guerres napoléoniennes
Le 26 novembre 1804, pour ses 25 ans de service dans l'armée impériale de Russie au rang d'officier, Karl Fiodorovitch Baggovout reçut l'Ordre de Saint-Georges (4e classe). Au cours de la guerre de la Quatrième coalition opposant Alexandre Ier de Russie à Napoléon Ier, le major-général fut connu comme l'un des généraux les plus braves de l'Armée russe. Le 26 décembre 1806, au cours de la bataille de Pułtusk, avec sa bravoure coutumière, il protégea la rivière Narew. Pour cet acte héroïque, il fut décoré de l'Ordre de Saint-Georges (3e classe). À la bataille d'Eylau (8 février 1807), Karl Fiodorovitch Baggovout reçut l'ordre de ralentir l'avancée des troupes ennemies afin de permettre aux troupes russo-prussiennes de prendre possession de positions fortifiées, au cours des combats, il fut grièvement blessé à la poitrine. Il s'illustra également à la bataille d'Heilsberg (10 juin 1807). Pendant la bataille de Friedland, le 17 juin 1807, le major-général Baggovout fut grièvement blessé, fortement commotionné, il fut contraint de quitter le champ de bataille avant la fin des combats. Au terme de cette campagne militaire, il fut promu lieutenant-général.
Au cours de la guerre de Finlande de 1808-1809, Karl Fiodorovitch Baggovout commanda les troupes positionnées le long du littoral du golfe de Botnie et remporta plusieurs victoires sur les troupes suédoises, en outre, son comportement au cours de la défense de Turku fut irréprochable.
À l'époque où Napoléon Ier envahit la Russie, Karl Fiodorovitch Baggovout commandait le 2e corps d'infanterie de la 1re armée de l'Ouest placée sous le commandement du général Michel Barclay de Tolly. Le 7 septembre 1812, au début de la bataille de la Moskova, les troupes du lieutenant-général occupaient l'aile droite, puis au cours des combats, elles furent déplacées vers l'aile gauche aux environs du village d'Outitsy, après que le général Nikolaï Touchkov fut mortellement blessé, Beggovout prit le commandement des forces russes sur le flanc gauche. Pour sa vaillance au cours des combats, il fut inscrit à l'Ordre de Saint-Alexandre Nevski, mais fut tué avant de recevoir cette distinction.

## Décès et inhumation

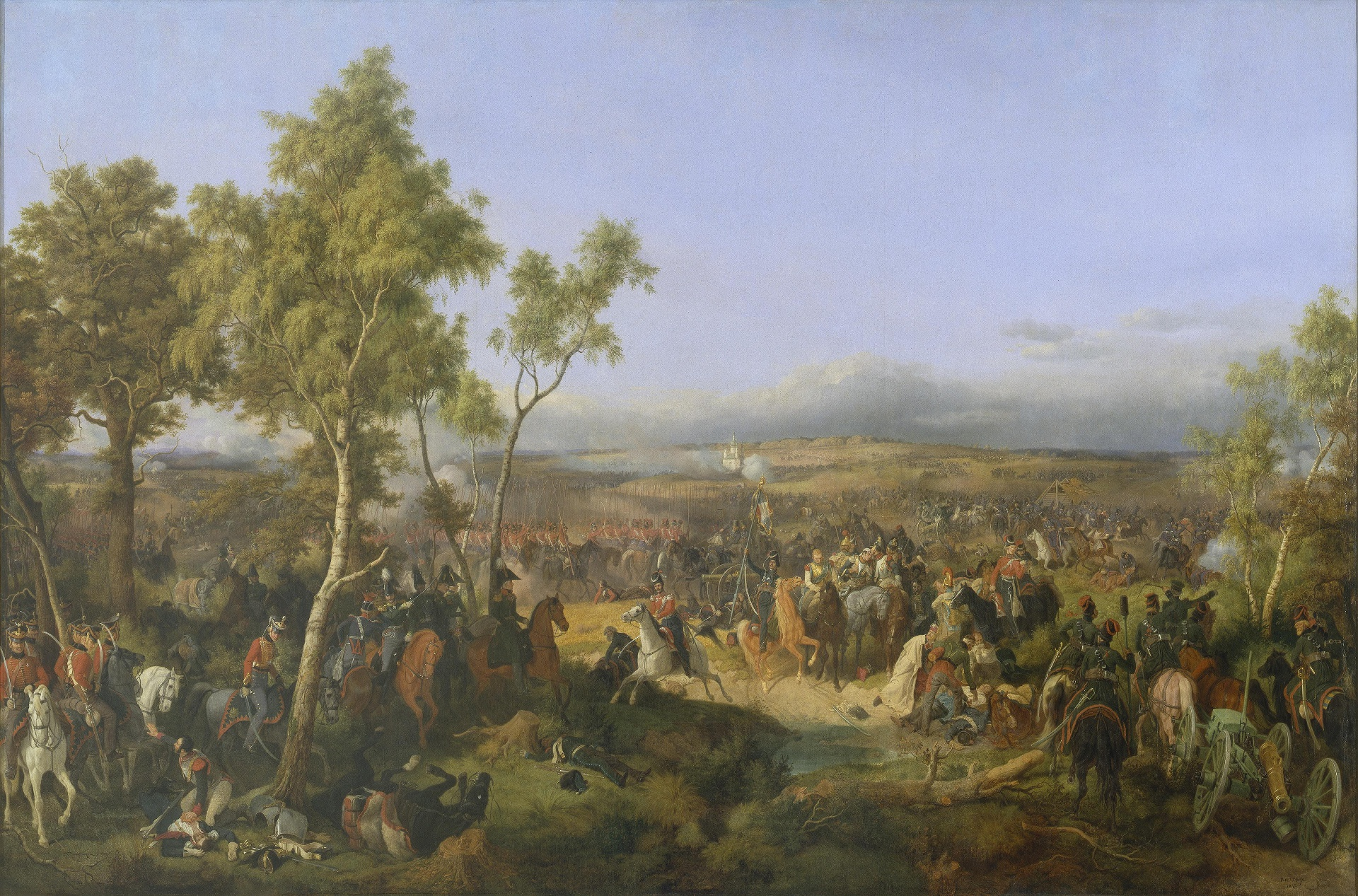
Bataille de Winkowo (18 octobre 1812), une œuvre de Peter von Hess

À la bataille de Winkowo, Karl Fiodorovitch Baggovout fut placé à la tête d'une colonne d'infanterie composée de deux corps. Ce 18 octobre 1812, dès le début de la bataille, dirigeant l'attaque de l'armée russe, il fut tué par un boulet de canon tiré par l'artillerie française. Il fut inhumé dans le monastère Lavretievski à Kalouga.

## Distinctions
- 26 novembre 1804 : Ordre de Saint-Georges (4e classe);
- 1806 : Ordre de Saint-Georges (3e classe);
- 1812 : Ordre de Saint-Alexandre Nevski.

## Sources
- (ru) Cet article est partiellement ou en totalité issu de l’article de Wikipédia en russe intitulé « Багговут, Карл Фёдорович (генерал-лейтенант) » (voir la liste des auteurs).

- (ro) Cet article est partiellement ou en totalité issu de l’article de Wikipédia en roumain intitulé « Karl Gustav von Baggovut » (voir la liste des auteurs).
- www.hrono.info
- Dictionnaire des généraux russes, personnalités ayant combattu les armées de Napoléon Bonaparte 1812-1815.www.museum.ru
- (de) « Genealogisches Handbuch der baltischen Ritterschaften, Estland,  Görlitz 1930 »(Archive.org • Wikiwix • Archive.is • Google • Que faire ?)
- (ekk) http://www.mois.ee/harju/perila.shtml